# Ruschia uncinata
Ruschia uncinata är en isörtsväxtart som först beskrevs av Carl von Linné, och fick sitt nu gällande namn av Schwant. Ruschia uncinata ingår i släktet Ruschia och familjen isörtsväxter. Inga underarter finns listade i Catalogue of Life.